# On the Way to Wonderland
On the Way to Wonderland — дебютный студийный альбом, финской группы Sunrise Avenue, издан в 2006 году.

## Список композиций
1. «Choose to Be Me»
2. «Forever Yours»
3. «All Because of You»
4. «Fairytale Gone Bad»
5. «Diamonds»
6. «Heal Me»
7. «It Ain’t the Way»
8. «Make It Go Away»
9. «Destiny»
10. «Sunny Day»
11. «Only»
12. «Into the Blue»
13. «Romeo»
14. «Fight 'Til Dying»
15. «Wonderland»
Bonus songs in special edition
16. «Nasty» (Acoustic Bonus)
17. «Forever Yours» (Nightliner Mix)
18. «Forever Yours» (Acoustic Version)
19. «Fairytale Gone Bad» (Acoustic Version)

## Участники записи
- Саму Хабер (2 апреля 1976 г., Хельсинки) — вокал, гитара
- Рауль Рууту (28 августа 1975 г., Вантаа) — бас-гитара, бэк-вокал
- Сами Осала (10 марта 1980 г., Сеинайоки) — ударные
- Рику Райамаа (04 ноября 1975 г., Хельсинки) — гитара и бэк-вокал
- Осмо Иконен (18 апреля 1980 г., Корпилахти) — клавишные

## Позиции в чартах

### Альбом
| Год  | Название                 | Наивысшая позиция | Наивысшая позиция | Наивысшая позиция | Наивысшая позиция | Наивысшая позиция | Наивысшая позиция |
| Год  | Название                 | FIN               | SWI               | AUT               | GER               | SWE               | GRE               |
| ---- | ------------------------ | ----------------- | ----------------- | ----------------- | ----------------- | ----------------- | ----------------- |
| 2006 | On the Way to Wonderland | 2                 | 15                | 5                 | 12                | 10                | 1                 |

### Синглы
| Год  | Песня                | Наивысшая позиция | Наивысшая позиция | Наивысшая позиция | Наивысшая позиция | Наивысшая позиция | Наивысшая позиция | Наивысшая позиция | Наивысшая позиция | Наивысшая позиция | Наивысшая позиция | Наивысшая позиция | Наивысшая позиция |
| Год  | Песня                | FIN               | SWI               | AUT               | GER               | SWE               | GRE               | ITA               | SVK               | BEL               | POL               | RUS               | ROM               |
| ---- | -------------------- | ----------------- | ----------------- | ----------------- | ----------------- | ----------------- | ----------------- | ----------------- | ----------------- | ----------------- | ----------------- | ----------------- | ----------------- |
| 2006 | «All Because of You» | 11                | -                 | -                 | -                 | -                 | -                 | -                 | -                 | -                 | -                 | -                 | -                 |
| 2006 | «Romeo»              | 4                 | -                 | -                 | -                 | -                 | -                 | -                 | -                 | -                 | -                 | -                 | -                 |
| 2006 | «Fairytale Gone Bad» | 2                 | 2                 | 3                 | 3                 | 10                | 8                 | 23                | 1                 | 12                |                   | 1                 | 1                 |
| 2007 | «Forever Yours»      | promo             | 82                | 42                | 35                |                   | 10                |                   |                   |                   | 19                |                   |                   |
| 2007 | «Diamonds»           | 14                |                   |                   |                   |                   |                   |                   |                   |                   |                   |                   |                   |
| 2007 | «Heal Me»            | 16                |                   |                   | 58                | 28                |                   |                   | 28                |                   |                   |                   |                   |
| 2008 | «Choose to Be Me»    | -                 |                   | 50                | 24                |                   |                   |                   |                   |                   |                   |                   |                   |